# Душкин, Самуил
Самуил Душкин (Сэмюэл Душкин, англ. Samuel Dushkin; 13 декабря 1891, Сувалки, Российская империя — 24 июня 1976, Нью-Йорк) — американский скрипач российского происхождения.

## Биография
Родился в еврейской семье Виллиама Душкина и Рашель Стравилянской. Ученик Леопольда Ауэра.
Более всего известен плодотворным сотрудничеством с Сергеем Прокофьевым (Душкин вместе с французским скрипачом Робером Соэтаном был первым исполнителем Сонаты для двух скрипок, 1931) и Игорем Стравинским (сперва написавшим для Душкина свой скрипичный концерт и дирижировавшим его премьерой 23 октября 1931 г., а затем гастролировавшим вместе с Душкиным — для этих гастролей был написан Большой концертный дуэт). Первоначально настроенный к нему скептически как к типичному скрипачу-виртуозу Стравинский позже отмечал: «я был счастлив найти в нём, помимо замечательных способностей прирожденного скрипача, музыкальную культуру, тонкость понимания и исключительную самоотверженность в профессиональной работе».
Автор нескольких пособий по игре на скрипке.
Издавал сочинения для скрипки периода барокко и венской классики, некоторые из которых в действительности писал сам; среди них — ныне знаменитое «Граве» Иоганна Георга (Яна Иржи) Бенды.